# Never Give Up (Sia)
Never Give Up è un singolo della cantautrice australiana Sia, estratto dalla colonna sonora del film Lion - La strada verso casa e pubblicato il 18 novembre 2016.
Il brano è stato prodotto da Greg Kurstin ed è stato promosso anche da un lyric video, uscito il 3 gennaio 2017.

## Tracce
1. Never Give Up – 3:41

## Classifiche
| Classifica (2016) | Posizione massima |
| ----------------- | ----------------- |
| Lussemburgo       | 6                 |